# Shelfordina sequens
Shelfordina sequens är en kackerlacksart som först beskrevs av Walker, F. 1868.  Shelfordina sequens ingår i släktet Shelfordina och familjen småkackerlackor. Inga underarter finns listade i Catalogue of Life.